# Labor of Love: The Arlette Schweitzer Story
Labor of Love: The Arlette Schweitzer Story är en amerikansk TV-film från 1993. Filmen regisserades av Jerry London och är baserad på en sann historia.

## Handling
Christa har velat ha ett barn ända sen hon själv var barn. Men hon kan inte få några barn, så hennes mamma, Arlette, går med på att agera surrogatmor.

## Rollista (i urval)
- Ann Jillian – Arlette Schweitzer
- Bill Smitrovich – Dan Schweitzer
- Donal Logue – Kevin Uchytil
- Robert Curtis Brown – Dr. Wardell
- Tracey Gold – Christa Uchytil
- Helen Baldwin – Dr. Sharon Hagler
- Brett Kelley – Clay Schweitzer